# 橋林寺
橋林寺（きょうりんじ）は、群馬県前橋市住吉町にある曹洞宗の寺院。山号は青松山、院号は高竹院。本尊は聖観世音菩薩。

## 歴史
1475年（文明7年）、厩橋城主の長尾左衛門尉景信が金井曲輪に創建したとされる。1477年（文明9年）、沼田迦葉山竜華院の玉岑和尚を招いて開山とした。当初、高竹院または本橋院といったが、1585年（天正13年）に橋林寺と改められた。その後、天正年間に広小路へと移転した。
1650年（慶安3年）2月、現在の場所へと移転。
1785年（天明5年）7月、火事によって、伽藍・什宝が全焼する。
1853年（嘉永6年）には、雷によって焼失した。
1932年（昭和7年）、納骨堂（現在の開山堂）竣工。
1945年（昭和20年）8月5日、前橋空襲で本堂、庫裡などを焼失。死体収容所として、庭で火葬が行われた。
2024年(令和6年) 7月、遺骨安置所を建立。
2025年(令和7年) 開創550年を迎えた。

## 建造物

### 開山堂
1932年（昭和7年）に竣工。中村鎮設計、小林工業施工。鉄筋コンクリートブロック造、2階建、入母屋造、桟瓦葺。
納骨堂として建築されたが、元の本堂が空襲で焼失したため、本堂に改築された。
2024年(令和6年) 7月より遺骨安置所を設置。

### 観音堂
厨子に秘仏が安置されていて、この秘仏は子育て観音として有名。また、この秘仏を開くと火難があるといわれており、御開帳は60年に一度。

### 鐘楼
1955年（昭和30年）に建立。梵鐘は1895年（明治28年）山岸九郎兵衛の作。鐘身長88cm、口径69cm、重量推定370kg。太平洋戦争の時に供出されたが、終戦後に八王子の森田鉄工所で発見され寺に戻された。